# Florentin Nicolae
Florentin-Daniel Nicolae (* 23. Februar 1981 in Ștefănești) ist ein ehemaliger rumänischer Skirennläufer.

## Biografie
Er lernte von seinem Vater das Skifahren und schloss sich dann Dinamo Brașov an. Im Jahr 2000 wurde er zum ersten Mal rumänischer Meister in der Abfahrt, Super G und Riesenslalom. Weitere nationale Titel folgten.
Nicolae startete bei den Skiweltmeisterschaften 2005 in Italien. Er ging in Bormio in Slalom, Riesenslalom, Super G, Abfahrt und Kombination an den Start und erreichte sein bestes Ergebnis mit Platz 29 in der Kombination.
2006 nahm Nicolae an den Olympischen Winterspielen in Turin teil, wo er in der Abfahrt und in der Kombination startete. Er war seit 14 Jahren der erste Rumäne seit 1992, der wieder an einem Ski-Alpin-Wettbewerb an den Olympischen Spielen teilnahm. In Sestriere, wo die Wettkämpfe stattfanden, landete er auf dem 53. (Abfahrt) bzw. 35. (Kombination) und damit jeweils letztem Platz.

## Erfolge

### Olympische Winterspiele
- Turin 2006: 35. Kombination, 53. Abfahrt

### Weltmeisterschaften
- Vail/Beaver Creek 1999: 50. Riesenslalom, DNF Slalom
- Bormio 2005: 29. Kombination, 37. Abfahrt, DNF Riesenslalom, DNF Slalom

### Juniorenweltmeisterschaften
- Pra Loup 1999: 64. Super-G, 65. Abfahrt, DNF Slalom
- Québec 2000: 47. Slalom, 59. Super-G, 62. Riesenslalom, 69. Abfahrt
- Verbier 2001: 44. Abfahrt, 47. Super-G, 67. Riesenslalom, DNF Slalom

### Universiaden
- Innsbruck 2005: 25. Abfahrt, DNF Super-G

### South American Cup
- 2 Platzierungen unter den besten 30

### Weitere Erfolge
- Ein Sieg bei einem FIS-Rennen